# John Sterling (autor)
John Sterling (20 de julio de 1806 - 18 de septiembre de 1844) fue un autor escocés.

## Vida
Nació en el castillo de Kames, en la isla de Bute, hijo de Edward Sterling. Después de estudiar durante un año en la Universidad de Glasgow, en 1824 ingresó en el Trinity College de Cambridge, donde tuvo como tutor a Julius Charles Hare. En Cambridge participó en los debates de la Cambridge Union Society y se convirtió en miembro de los Apóstoles de Cambridge, entablando amistad con Frederick Denison Maurice y Richard Trench. Se mudó a Trinity Hall con la intención de graduarse en derecho, pero abandonó la universidad sin obtener un título.
Durante los siguientes cuatro años, Sterling residió principalmente en Londres, dedicándose activamente a la literatura y haciendo numerosos amigos literarios. Con F. D. Maurice compró la revista Athenaeum en 1828 a James Silk Buckingham, pero la empresa no fue un éxito financiero. También estableció una relación íntima con el general revolucionario español Torrijos, en cuya desafortunada expedición se interesó activamente. Recaudaba fondos para que los exiliados liberales españoles pudiesen realizar sus planes de insurrección y sus palabras influyeron en el joven Robert Boyd para que este decidiera destinar su herencia familiar a la causa de Torrijos. El 2 de noviembre de 1830, en Christ Church, Marylebone, Sterling se casó con Susannah, hija del teniente general Charles Barton (1760-1819) y su esposa Susannah.
Poco después de su matrimonio en 1830, los síntomas de tuberculosis llevaron a Sterling a fijar su residencia en la isla de San Vicente, donde había heredado algunas propiedades, y permaneció allí durante quince meses antes de regresar a Inglaterra. Mientras estaba en San Vicente escribió: «Por lo que veo, los esclavos aquí son astutos, engañosos y ociosos; sin gran aptitud para los crímenes feroces, y con muy pocos escrúpulos para cometer otros. Pero los he visto mucho sólo en circunstancias muy favorables. Son, en conjunto, decididamente inadecuados para la libertad; y si se les deja, como en la actualidad, completamente en manos de sus amos, nunca llegarán a serlo, a menos que a través de la agencia de los metodistas». Después de pasar algún tiempo en el continente en junio de 1834, Sterling fue ordenado y se convirtió en coadjutor en Hurstmonceux, donde su antiguo tutor Julius Hare era vicario. Siguiendo el consejo de su médico, renunció a sus deberes clericales en febrero del año siguiente, pero, según Carlyle, la causa principal fue una divergencia con las opiniones de la Iglesia. Le quedaba el «recurso de la pluma», pero, al tener que «vivir todo el resto de sus días como en continua huida por su propia existencia», sus logros literarios fueron necesariamente fragmentarios.
En 1841, Sterling se mudó a Falmouth y dio una conferencia en la Real Sociedad Politécnica de Cornualles. Murió en Ventnor el 18 de septiembre de 1844; su esposa había muerto el año anterior.

## Obras
Sterling publicó en 1833 Arthur Coningsby, una novela que atrajo poca atención, y sus Poemas (1839), La elección, un poema (1841) y Strafford, una tragedia (1843) no tuvieron mayor éxito. Sin embargo, en 1837 estableció una conexión con Blackwood's Magazine, a la que contribuyó con diversos artículos y varios cuentos. Entre estos documentos se encontraban historias de fantasía alegórica como «El anillo de ónice», «Tierra y mar», «Una crónica de Inglaterra» y «El palacio de Morgana».
Los documentos de John Sterling quedaron bajo el cuidado conjunto de Thomas Carlyle y Hare. La obra Essays and Tales, by John Sterling collected and edited, with a memoir of his life, by Julius Charles Hare (en español: Ensayos y cuentos, de John Sterling, recopilados y editados, con una memoria de su vida, por Julius Charles Hare) se publicó en 1848 en dos volúmenes. Carlyle no estaba satisfecho con sus Memorias y escribió una vívida Vida (1851).
Sterling mantuvo correspondencia con John Stuart Mill, quien había asistido a los inicios informales de su Sterling Club.

## Familia
Su hijo, el mayor general John Barton Sterling (1840-1926), después de ingresar en la Marina, se alistó en el ejército en 1861 y tuvo una distinguida carrera (herido en Tel-el-Kebir en 1882), tanto como soldado como escritor sobre temas militares. Estuvo al mando de la Coldstream Guards hasta su retiro en 1901. Fue miembro del Athenaeum Club y del Real Escuadrón de Yates.